# Nachal Rimon
Nachal Rimon (hebrejsky נחל רמון nebo נחל רימון) je vádí na Západním břehu Jordánu a v jižním Izraeli, v Judských horách a v severní části Negevské pouště.
Začíná na Západním břehu Jordánu v nadmořské výšce necelých 500 metrů, v kopcovité krajině Judských hor severně od hory Har Sansana a vesnice Sansana, která zčásti leží na Západním břehu Jordánu, zčásti již na území Izraele v jeho mezinárodně uznávaných hranicích. Směřuje pak k západu a jihu zvlněnou krajinou, kterou východně odtud pokrývá uměle vysazený lesní komplex Ja'ar Sansana, na západ odtud je to les Ja'ar Lahav s vesnicí Lahav. Zdejší krajina díky soustavné kultivaci ztratila svůj pouštní charakter. Z východu vádí Nachal Rimon míjí beduínské město Lakija a pahorek Tel Roš a vstupuje do širšího údolí Bik'at Chatil, které je zemědělsky využívané. Poblíž křižovatky dálnice číslo 60 a dálnice číslo 31 ústí zprava do vádí Nachal Sansana, které pak samo krátce nato vtéká do vádí Nachal Chevron.